# Клинт, Юнас Петри
Юнас Петри Клинт (швед. Jonas Petri Klint; умер 21 октября 1608) — шведский хронист.

## Биография
Клинт с 1558 года обучался в Уппсале и в 1564 был рукоположён в священники. В 1568 году он стал главным пастором в приходе Эстра Стенбю Линчёпингской епархии, где и умер 21 октября 1608 года.

## Труды
Клинт продолжил составление "Хроники линчёпингских епископов", доведя её до 1605 года. Кроме того, его перу принадлежат такие работы, как «О римско-католическом богослужении» (Om then Romerske Gundstjenst), «О знамениях, предшествовавших литургическим смутам» (Om the tekn och vidunder, som föregingo thet lithurgiske oväsendet), "О метеорах" (Om meteorer), а также «Шведская хроника о правлении короля Густава» (Den Svenska Krönika om konung Gustaffs regemente) и др.